# St. Roman
St. Roman ist eine Gemeinde im Bezirk Schärding im westlichen Oberösterreich mit 1789 Einwohnern (Stand 1. Jänner 2024).

## Geografie
St. Roman liegt auf 569 m Höhe an der Südflanke des Sauwaldes, dessen südöstliche Gipfel Großer Schefberg und Feichtberg ganz bzw. teilweise zum Gemeindegebiet gehören. Dessen Ausdehnung beträgt von Nord nach Süd 7,8 km, von West nach Ost 8,7 km. Die Gemeindefläche von 31,8 km² ist zu 38,1 % bewaldet, während 57,2 % landwirtschaftlich genutzt sind.

### Gemeindegliederung
Das Gemeindegebiet umfasst folgende 25 Ortschaften (in Klammern Einwohnerzahl Stand 1. Jänner 2024):
- Altendorf (516) samt Sankt Roman
- Aschenberg (72)
- Au (53) samt Obersteinerzaun und Schwendt
- Aug (33)
- Danedt (38) samt Gigering
- Ebertsberg (25)
- Füchsledt (6)
- Ginzlberg (23)
- Ginzldorf (72) samt Kogl
- Höll (17)
- Jetzingerdorf (42)
- Kössldorf (59) samt Stampfen und Willingerdorf
- Langendorf (43)
- Lehen (54)
- Oberndorf (23)
- Penzingerdorf (72) samt Prag
- Prackenberg (47)
- Rain (66) samt Hub
- Razing (72) samt Ried
- Schnürberg (150) samt Eggenberg und Ratzelsdorf
- Simling (99)
- Steinerzaun (27) samt Untersteinerzaun
- Vichtenstein (8)
- Watzing (61) samt Weiredt
- Wienetsdorf (111)

Die Gemeinde besteht aus den Katastralgemeinden Altendorf, Aschenberg, Au, Ginzlsdorf, Kössldorf und Ried.
Die Gemeinde gehört zum Gerichtsbezirk Schärding.

### Nachbargemeinden
|             | Esternberg                                  | Vichtenstein   |
| Münzkirchen | Kompassrose, die auf Nachbargemeinden zeigt | Engelhartszell |
|             | Kopfing im Innkreis                         |                |

## Geschichte
Seit Gründung des Herzogtums Bayern war der Ort bis 1779 bayrisch und kam nach dem Frieden von Teschen mit dem Innviertel (damals Innbaiern) zu Österreich. Während der Napoleonischen Kriege war er wieder kurz bayrisch und gehört seit 1814 endgültig zu Oberösterreich.
Nach dem Anschluss Österreichs an das Deutsche Reich am 13. März 1938 gehörte der Ort zum Gau Oberdonau. Nach 1945 erfolgte die Wiederherstellung Oberösterreichs.
In der Ortschaft Schnürberg betrieb die Kapsreiter-Gruppe aus Schärding einen Steinbruch.
Das ehemalige Schlösschen Prackenberg lag im gleichnamigen Ortsteil, verfiel ab dem 18. Jahrhundert und wurde im 19. Jahrhundert endgültig abgerissen.

### Einwohnerentwicklung
1991 hatte die Gemeinde laut Volkszählung 1.766 Einwohner, 2001 dann 1.795 Einwohner. Von 2001 bis 2011 ging die positive Geburtenbilanz zurück und konnte die negative Wanderungsbilanz nicht mehr ausgleichen, sodass die Bevölkerungszahl auf 1.754 im Jahr 2011 und auf 1.711 im Jahr 2018 sank.

## Kultur und Sehenswürdigkeiten
- Pfarrkirche St. Roman
- D'Rominger Nudelbrettbühne ist die Laientheatergruppe des KBW St. Roman.

### Sport
- Fußballverein Union St. Roman: Der Fußballverein startete mit der Kampfmannschaft 1965/66 in seine 1. Meisterschaftssaison. Man spielt derzeit in der 1. Klasse Nordwest des Oberösterreichischen Fußballverbandes. Der größte Erfolg war der Meistertitel in der 1. Klasse Nordwest in der Saison 2011/2012 und der damit direkt verbundene Aufstieg in die Bezirksliga West.

## Wirtschaft und Infrastruktur
In St. Roman werden rund 3000 der 3200 Hektar Fläche von 117 Betrieben landwirtschaftlich genutzt. Im Jahr 2010 waren davon 75 Vollerwerbsbauern. Im Produktionssektor arbeiteten 104 Erwerbstätige, davon 98 im Bereich Herstellung von Waren (Stand 2011). Die größten Arbeitgeber des Dienstleistungssektors waren die Bereiche soziale und öffentliche Dienste (55), Handel (35) und Beherbung und Gastronomie (23 Mitarbeiter). Insgesamt arbeiteten 157 Personen als Dienstleister.

### Verkehr
- Öffentlicher Verkehr: Der nächste Bahnhof ist Schärding an der Passauer Bahn. Dieser ist mit der Buslinie 810 in 18 Minuten erreichbar.[5]
- Straße: Die wichtigste Straßenverbindung ist die Sauwald Straße B136.

## Politik

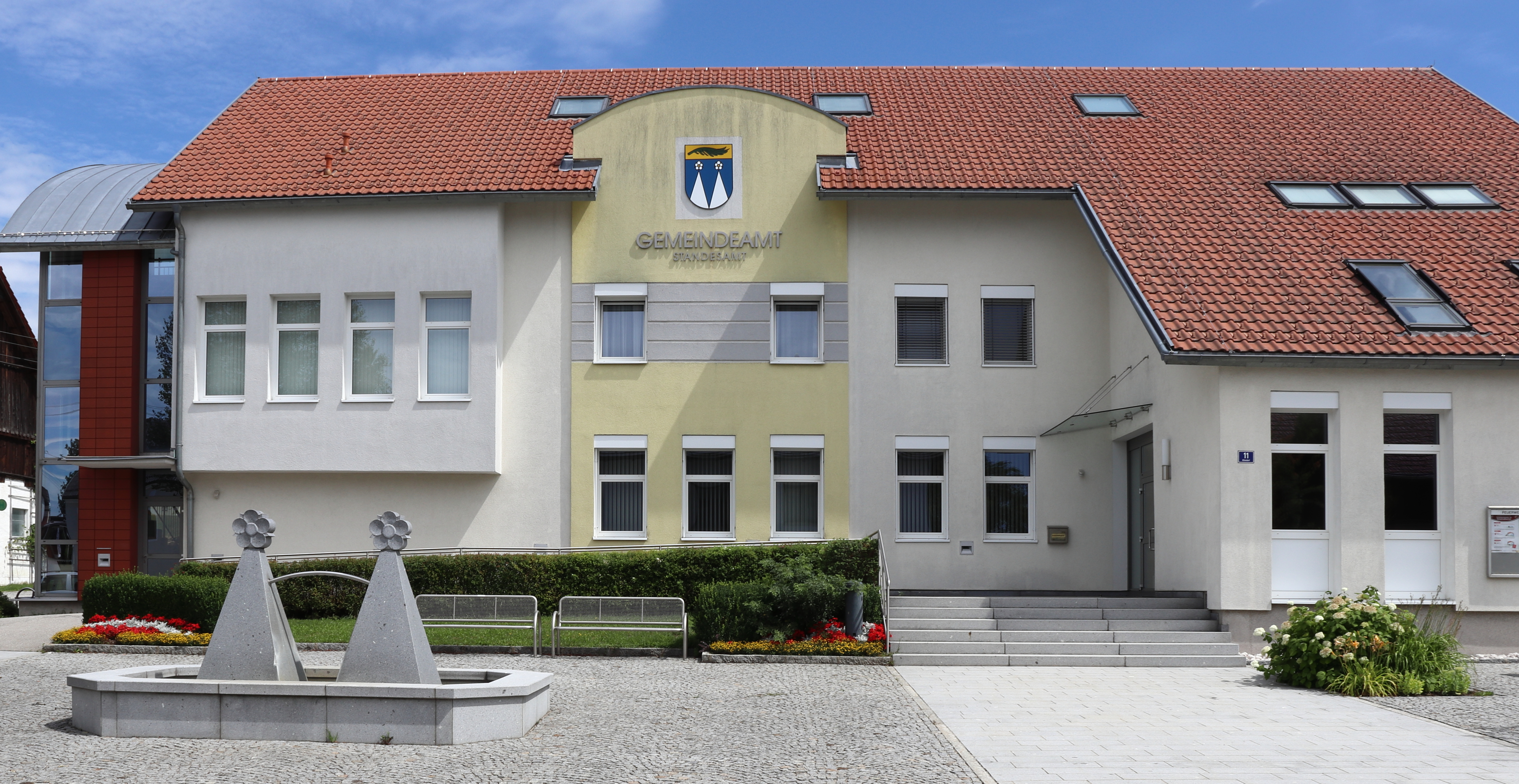
Gemeindeamt in Altendorf

### Gemeinderat
Der Gemeinderat hat 19 Mitglieder.
- Mit den Gemeinderats- und Bürgermeisterwahlen in Oberösterreich 2003 hatte der Gemeinderat folgende Verteilung: 13 ÖVP, 4 SPÖ und 2 FPÖ.
- Mit den Gemeinderats- und Bürgermeisterwahlen in Oberösterreich 2009 hatte der Gemeinderat folgende Verteilung: 11 ÖVP, 4 BZÖ, 3 FPÖ und 1 SPÖ.
- Mit den Gemeinderats- und Bürgermeisterwahlen in Oberösterreich 2015 hatte der Gemeinderat folgende Verteilung: 8 UB, 7 ÖVP und 4 FPÖ.
- Mit den Gemeinderats- und Bürgermeisterwahlen in Oberösterreich 2021 hat der Gemeinderat folgende Verteilung: 11 UB (Unabhängiges Bündnis für St. Roman), 7 ÖVP und 1 FPÖ.[6][7]

### Bürgermeister
Bürgermeister seit 1850 waren:
- 1850–1855 Johann Brait
- 1855–1861 Johann Max
- 1861–1867 Martin Fuchs
- 1867–1870 Franz Widegger
- 1870–1873 Franz Dullinger
- 1873–1876 Martin Grasegger
- 1876–1879 Franz Widegger
- 1879–1882 Johann Stadler
- 1882–1885 Johann Penzinger
- 1885–1888 Matthias Kohlbauer
- 1888–1891 Anton Scharinger
- 1891–1894 Josef Fuchs
- 1894–1897 Johann Widegger
- 1897–1900 Josef Fuchs
- 1900–1903 Peter Scheuringer
- 1903–1907 Franz Hauser
- 1907–1910 Matthias Grasegger
- 1910–1912 Alois Haas
- 1912–1919 Josef Baumgartner
- 1919–1924 Anton Widegger
- 1924–1929 Anton Miesbauer
- 1929–1938 Franz Kohlbauer
- 1938–1945 Josef Baumgartner
- 1945–1949 Franz Pröller
- 1949–1961 Johann Hötzeneder
- 1961–1969 Johann Penzinger
- 1969–1991 Matthias Kieslinger
- 1991–2009 Alois Schreiner (ÖVP)
- seit 2009 Siegfried Berlinger (UB)[9]

### Wappen
Blasonierung: Unter goldenem Schildhaupt, darin ein grüner, linksgewendeter Palmzweig, in Blau zwei silberne Spitzen, besteckt mit je einer silbernen, heraldischen Rose mit goldenem Butzen und goldenen Kelchblättern. Die Gemeindefarben sind  Grün-Gelb.

## Persönlichkeiten

### Söhne und Töchter der Gemeinde
- Johann Evangelist Wimhölzel (1833–1900), Kaufmann, Politiker und Bürgermeister von Linz
- Johannes Schasching (1917–2013), Priester und Theologe
- Rudi Gamper (* 1942), Journalist

### Personen mit Bezug zur Gemeinde
- Johann Buchinger (1928–1994), Politiker der ÖVP, Abgeordneter zum Oberösterreichischen Landtag 1961–1990
- Matthias Spanlang (1887–1940), Kooperator in St. Roman 1915, Feldkurat, Brigadepfarrer der 4. Brigade in Linz, Pfarrer von St. Martin im Innkreis, NS-Gegner, ermordet im Juni 1940 im KZ Buchenwald